# Bairawies

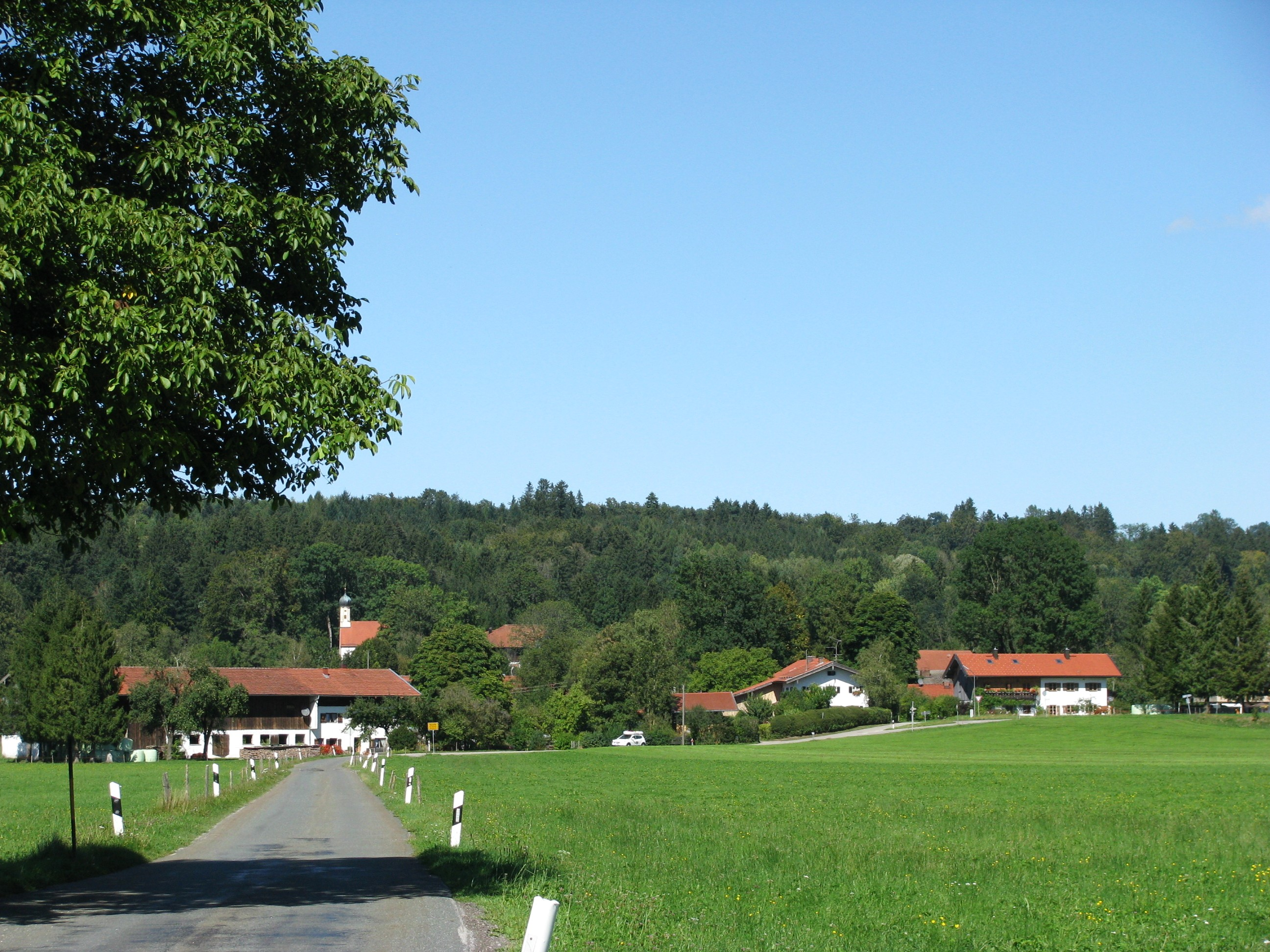
Bairawies von Süden

Bairawies ist ein Gemeindeteil der Gemeinde Dietramszell im Landkreis Bad Tölz-Wolfratshausen (Oberbayern).

## Geografie
Das Kirchdorf liegt in der Region Bayerisches Oberland inmitten der voralpenländischen Moränenlandschaft etwa fünf Kilometer westlich von Dietramszell entfernt, Geretsried ist vier Kilometer westlich und Bad Tölz acht Kilometer südlich gelegen. 500 Meter westlich von Bairawies fließt die Isar.

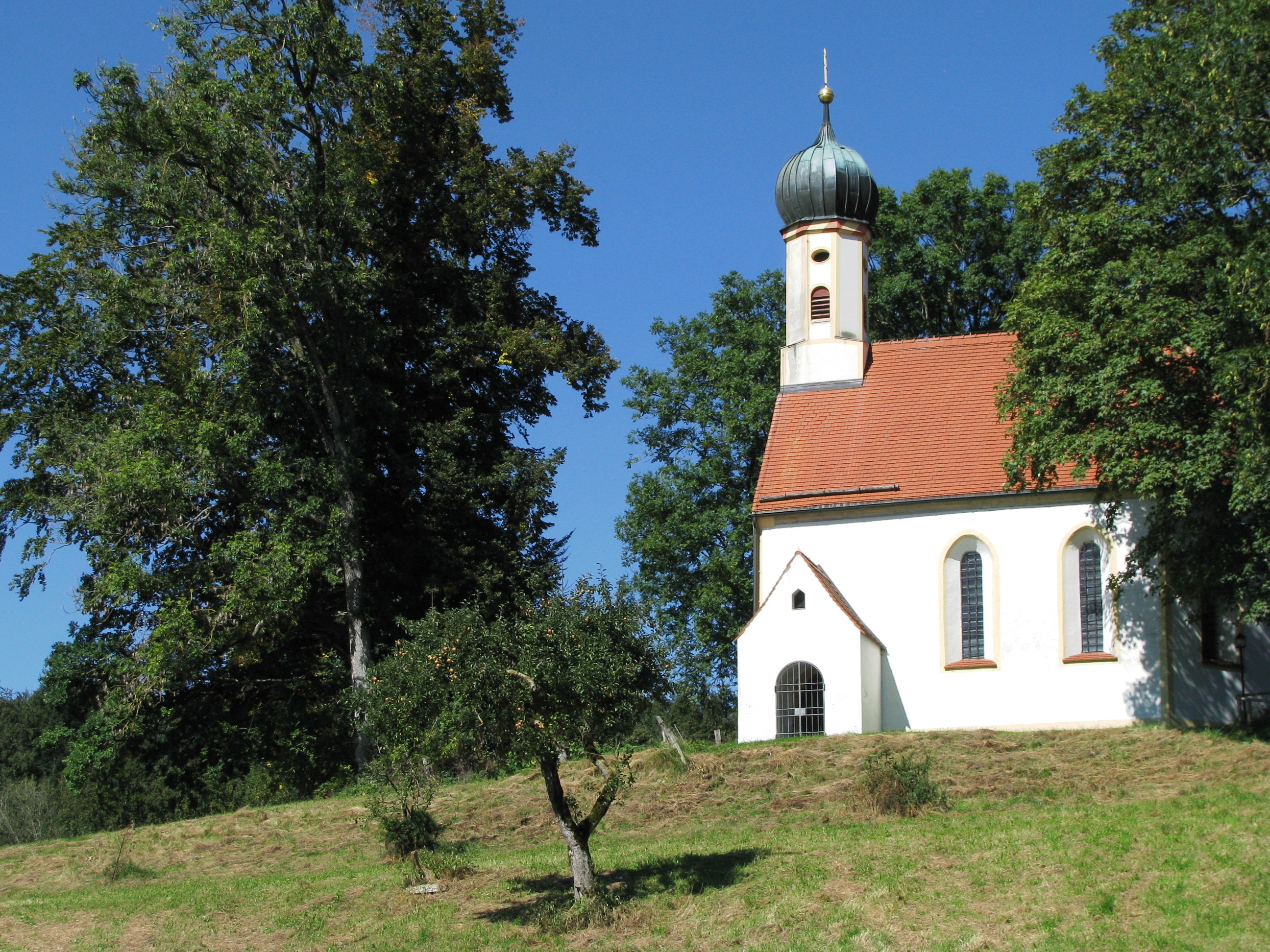
Filialkirche St. Koloman

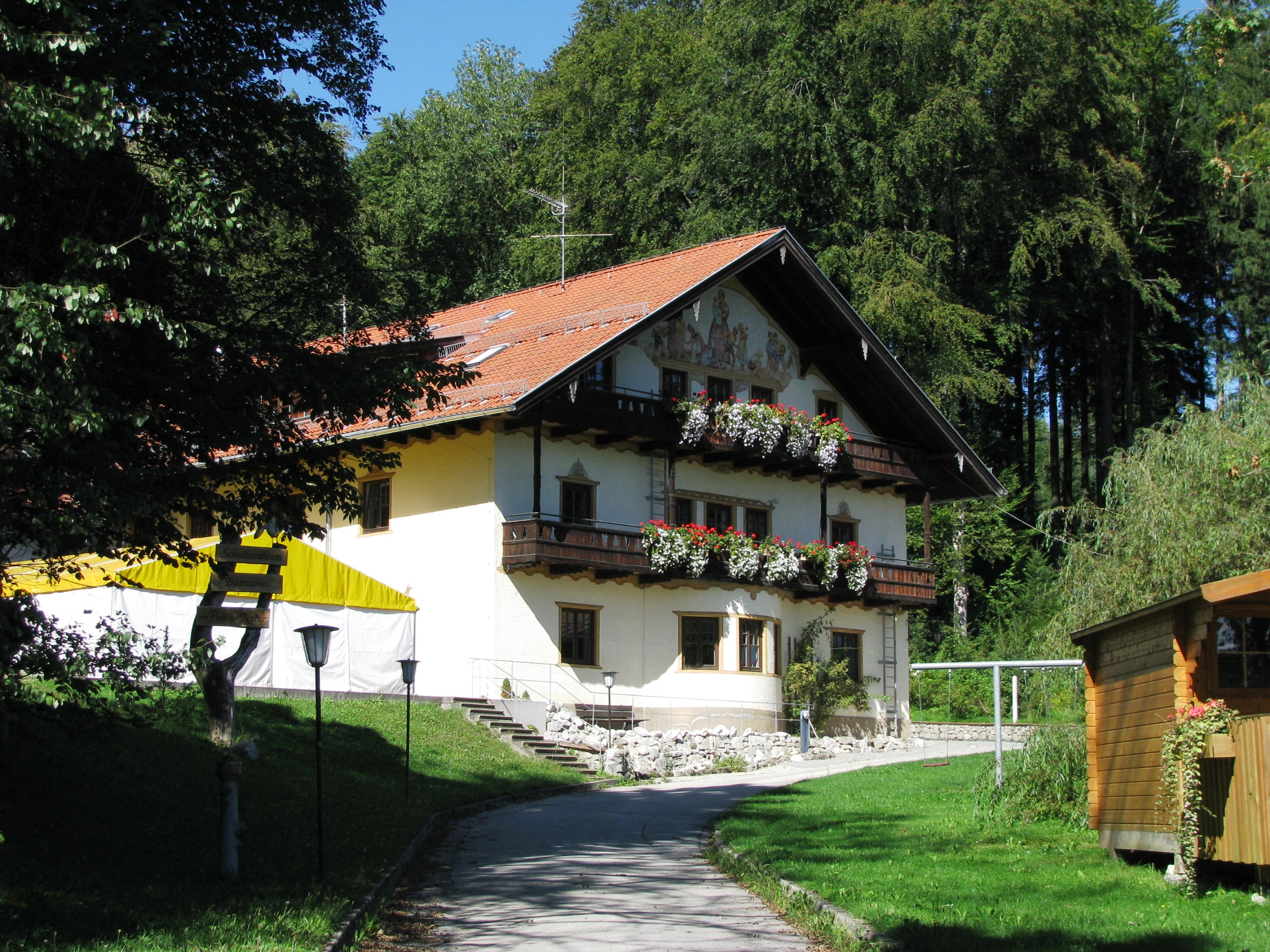
Schullandheim

## Geschichte
Urkundlich wurde Bairawies erstmals 1095 als Sitz eines „Dietpold von Persa“ erwähnt. 1283 stiftete „Frey von Peuraiwes“ dem Kloster Benediktbeuern einen Hof. Über „Paiverbisen“ und „Paierbisen“ entwickelte sich der heutige Ortsname.

## Gemeindezugehörigkeit und Einwohner
Das Dorf gehörte zu der am 1. Mai 1978 aufgelösten Gemeinde Kirchbichl; während der Hauptort und weitere Ortsteile nach Bad Tölz eingegliedert wurden, schloss sich der nördliche Gemeindeteil, darunter auch Bairawies, der Gemeinde Dietramszell an.
1871 hatte der Ort 102 Einwohner, bei der Volkszählung 1987 wurden 177 Personen registriert. 2023 waren es 282 Einwohner. 

## Infrastruktur und Sehenswertes
Abseits der Verkehrswege von München nach Bad Tölz und von Wolfratshausen nach Holzkirchen gelegen, konnte das Dorf seinen ländlichen Charakter weitestgehend erhalten.
Sehenswert ist die katholische Filialkirche St. Koloman aus der ersten Hälfte des 16. Jahrhunderts. Anlässlich einer überstandenen Pestepidemie wurde 1626 zudem eine kleine Kapelle an der Tölzer Straße errichtet.
Etwas nördlich des Dorfs ist seit 1983 ein Schullandheim der Schullandheimwerke Oberbayern untergebracht. Das Hauptgebäude wurde ab 1934 als Kinder- und Säuglingsheim von einem russischen Arzt betrieben, nach der Zwangsenteignung diente es der Nationalsozialistischen Volkswohlfahrt als Kinderhaus. Nach dem Kriegsende war es ein Kinderheim des Landkreises Bad Tölz.

## Vereine
- Trachtenverein Hechenberg-Bairawies
- Burschenverein Bairawies

## Persönlichkeiten
- Rainer Erler (1933–2023), Schriftsteller, Regisseur und Filmproduzent, lebte in Bairawies.[4]